# Kanice (Domažlicei járás)
Kanice település Csehországban, a Domažlicei járásban. Kanice Hradiště, Úboč, Všepadly, Únějovice, Koloveč és Blížejov településekkel határos. Lakosainak száma 195 fő (2024. január 1.).

## Népesség
A település lakosságának változását az alábbi diagram mutatja:
| Lakosok száma | 517  | 489  | 463  | 320  | 169  | 172  | 205  | 202  | 198  | 195  |
|               | 1869 | 1890 | 1921 | 1950 | 1980 | 2001 | 2017 | 2019 | 2022 | 2024 |